# Cyril Romney
Cyril B. Romney (* 1. März 1931 in Tortola, Britische Jungferninseln; † 19. Juli 2007 in Miami, Florida) war ein Chief Minister der Britischen Jungferninseln.

## Leben
Romney war zunächst als Lehrer tätig, ehe er Wirtschaftswissenschaft an der Interamerican University of Puerto Rico studierte. Später absolvierte er ein postgraduales Studium der Wirtschaftswissenschaft und Politikwissenschaft an der Syracuse University und schloss dieses mit einem Master ab.
Romney wurde 1969 als erster Einheimischer zum Finanzminister (Financial Secretary) der Britischen Jungferninseln ernannt und erstmals 1979 als Mitglied in den Legislativrat gewählt.
Bei den allgemeinen Wahlen im November 1983 war er der einzige erfolgreiche unabhängige Kandidat, bildete eine Koalition mit der United Party, der er auch als Mitglied beitrat, und wurde Chief Minister. Während seiner fast dreijährigen Amtszeit bis zum 1. Oktober 1986 wurden die Jungferninseln zu einem Offshore-Finanzplatz, der dazu führte, dass diese eines der höchsten Pro-Kopf-Einkommen gemessen am Bruttoinlandsprodukt hatten.
Nach dem Ende seiner Amtszeit war er zwischen 1986 und 1990 Führer der Opposition und zog sich aus dem politische Leben zurück, nachdem er bei den Wahlen 1995 seinen Sitz im Legislativrat verlor.